# Jar (Udmurtia)
Jar (in russo Яр?) è un villaggio che si trova nella Repubblica Autonoma dell'Udmurtia, in Russia. È il centro amministrativo del distretto Jarskij. 
L'insediamento è situato nel nord-ovest della Repubblica ed è un grosso nodo ferroviario sulla linea Kirov - Perm'. Si trova sulle rive del fiume Čepca, nella zona meridionale della taiga, ai margini delle alture della Kama.